# Progenismo
Il progenismo (dal greco πρό, pro, «davanti» e γένειον, gèneion, «mento»), comunemente noto come morandinismo, è la situazione in cui la mandibola sporge in avanti rispetto alla mascella, venendo a creare la condizione dell'asimmetria delle arcate dentali (o disarmonia delle fauci).
Non è un sinonimo di prognatismo: in lingua inglese viene identificato come prognatismo mandibolare, in contrapposizione al prognatismo mascellare, ovvero quando è la mascella a sporgere rispetto alla mandibola.
Fu descritto per la prima volta scientificamente nel 1759 dal medico modenese Morando Morandi, il quale forní questa definizione nel volume Consulti medici pubblicato postumo: "Mandibulae longe ultra suum finem naturalem lapsus" ("scivolamento della mandibola ben oltre il limite naturale della mascella"). 

## Trattamento
La condizione può essere trattata mediante trattamento ortodontico o intervento chirurgico maxillo-facciale.

## Esempi storici
Un esempio di progenismo famoso nella storia è il mento asburgico (o mento degli Asburgo, labbro asburgico, labbro degli Asburgo), presente nei membri della Casa d'Asburgo.